# Lun
Lun je naselje na Hrvaškem, ki upravno spada pod mesto Novalja Liško-senjske županije; nahaja se  na otoku Pagu.
Lun, v katerem živi nekaj sto prebivalcev, je najsevernejše naselje na otoku. Leži na severozahodni konici zelo ozkega polotoka. S cesto je povezan z okoli 20 km oddaljeno Novaljo. Kraj leži na ravnici, nekoliko oddaljen od morja. Pristan naselja je v bližnjem zaselku Tovarnele.
Lun je znan po gojenju stoletnih oljčnih nasadov, ki so zaradi lepote in posebnosti pod »spomeniškim varstvom«. V kraju je obrat za proizvodnjo oljčnega olja.

## Zgodovina
Ozemlje okoli današnjega naselja je bilo naseljeno že v ilirskih časih. O tem nam pripovedujejo ostanki več ilirskih nekropol v okolici in ostanki večje gradnje nad zaselkom Stanišća. Blizu zaselka Tovarnele stoji manjša utrdba iz rimske dobe, v istoimenskem zalivčku pa so bili najdeni ostanki rimskih kovancev in keramike. Na rtu Lun so ohranjene ruševine zgodnje romanske cerkvice sv. Martina postavljene na mestu starejše cerkvice iz 6. stoletja.

## Demografija
| Pregled števila prebivalcev po letih | Pregled števila prebivalcev po letih | Pregled števila prebivalcev po letih | Pregled števila prebivalcev po letih | Pregled števila prebivalcev po letih | Pregled števila prebivalcev po letih | Pregled števila prebivalcev po letih | Pregled števila prebivalcev po letih | Pregled števila prebivalcev po letih | Pregled števila prebivalcev po letih | Pregled števila prebivalcev po letih | Pregled števila prebivalcev po letih | Pregled števila prebivalcev po letih | Pregled števila prebivalcev po letih | Pregled števila prebivalcev po letih |
| ------------------------------------ | ------------------------------------ | ------------------------------------ | ------------------------------------ | ------------------------------------ | ------------------------------------ | ------------------------------------ | ------------------------------------ | ------------------------------------ | ------------------------------------ | ------------------------------------ | ------------------------------------ | ------------------------------------ | ------------------------------------ | ------------------------------------ |
| 1857                                 | 1869                                 | 1880                                 | 1890                                 | 1900                                 | 1910                                 | 1921                                 | 1931                                 | 1948                                 | 1953                                 | 1961                                 | 1971                                 | 1981                                 | 1991                                 | 2001                                 |
| 164                                  | 0                                    | 267                                  | 326                                  | 352                                  | 429                                  | 429                                  | 526                                  | 675                                  | 646                                  | 551                                  | 483                                  | 381                                  | 357                                  | 337                                  |